# Zhang Shan
Zhang Shan (n. 23 martie 1968, Nanchong⁠(d), Republica Populară Chineză) este o trăgătoare de tir chineză, medaliată olimpică. A participat la 2 ediții ale Jocurilor Olimpice (1992, 2000) în care a câștigat o medalie de aur.